# Complexions Contemporary Ballet
La Complexions Contemporary Ballet è una compagnia di danza contemporanea fondata a New York nel 1994 da Dwight Rhoden e Desmond Richardson, e composta da circa venti ballerini di danza classica e moderna.
I Complexions hanno ricevuto numerosi riconoscimenti, compreso il New York Times “Critics Choice” nel 1995, che ha definito la compagnia come un microcosmo dei migliori talenti della danza americana. La compagnia si è esibita in tutti gli Stati Uniti, incluso il Joyce Theater, il Lincoln Center, il Brooklyn Academy of Music Majestic Theater, il Mahalia Jackson Performance Arts Center di New Orleans, il Paramount Theatre di Seattle, il Music Center di Los Angeles ed il Bolshoi Theater.
La compagnia ha inoltre preso parte ai principali festival europei come il Festival della danza italiano per quattro anni consecutivi, l'Isle De Dance Festival di Parigi, il Maison De La Dance Festival di Lione, l'Holland Dance Festival, Steps International Dance Festival in Svizzera, il Dance Festival delle Isole Canarie, il Vail International Dance Festival in Spagna, l'Aspen International Dance Festival e Le Festival des Arts de St-Sauveur in Canada.
La compagnia dei Complexions viene citata anche nel film del 2009 Fame - Saranno famosi.